# Чемпионат мира по спортивному ориентированию среди студентов
Чемпионат мира по спортивному ориентированию среди студентов (англ. World University Orienteering Championships (WUOC)) соревнования проводимые международной студенческой спортивной федерацией (фр. Fédération Internationale du Sport Universitaire (FISU)). Впервые чемпионат прошёл в 1978 году. С тех пор проходит один раз в два года.
Программа чемпионата состоит из четырёх видов:
- Эстафета — эстафета четырёх участников (Relay)
- Длинная дистанция (Long)
- Средняя дистанция (Middle)
- Спринт (Sprint)

## Места проведения
| Год  | Дата                   | Место                   |
| ---- | ---------------------- | ----------------------- |
| 1978 |                        | Финляндия Ювяскюля      |
| 1980 | июль 16                | Швейцария Санкт-Галлен  |
| 1982 | август 10-15           | Чехословакия Ческа-Липа |
| 1984 | август 1-4             | Швеция Йёнчёпинг        |
| 1986 | август 1-3             | Венгрия Мишкольц        |
| 1988 | июль 20-22             | Норвегия Тронхейм       |
| 1990 | август 1-3             | СССР Плявиняс (Латвия)  |
| 1992 | июль 26-31             | Великобритания Абердин  |
| 1994 | сентябрь 4-11          | Швейцария Фиеш          |
| 1996 | июль 16-21             | Венгрия Веспрем         |
| 1998 | август 10-15           | Норвегия Тронхейм       |
| 2000 | август 25 — сентябрь 2 | Франция Роан            |
| 2002 | август 20-24           | Болгария Варна          |
| 2004 | июнь 21-27             | Чехия Пльзень           |
| 2006 | август 14-20           | Словакия Кошице         |
| 2008 | июль 29 — август 2     | Эстония Тарту           |
| 2010 | июль 18-24             | Швеция Бурленге         |
| 2012 | июль 2-7               | Испания Аликанте        |
| 2014 | август 12-16           | Чехия Оломоуц           |
| 2016 | 30 июля - 4 августа    | Венгрия Мишкольц        |
| 2018 | 17—21 июля             | Финляндия Куортане      |

## Результаты
| Год  | Мужчины                                                                        | Женщины                                                                               | Эстафета                                 |
| ---- | ------------------------------------------------------------------------------ | ------------------------------------------------------------------------------------- | ---------------------------------------- |
| 1978 | Ян-Эрик Бакман                                                                 | Лийса Вейялайнен                                                                      | Финляндия (муж.) · Финляндия (жен.)      |
| 1980 | Эйвин Тон                                                                      | А-Е. Корнелиуссон                                                                     | Финляндия (муж.) · Норвегия (жен.)       |
| 1982 | Видар Юдсе                                                                     | Ева-Шарлотта Тоннесен                                                                 | Норвегия (муж.) · Чехословакия (жен.)    |
| 1984 | Андерс-Эрик Олссон                                                             | Арья Ханнус                                                                           | Швеция (муж.) · Швеция (жен.)            |
| 1986 | Андерс-Эрик Олссон                                                             | Аннариита Коттонен                                                                    | Норвегия (муж.) · Швеция (жен.)          |
| 1988 | Рольф Вестре                                                                   | Эде Юмарик                                                                            | Норвегия (муж.) · Финляндия (жен.)       |
| 1990 | Юхан Иварссон                                                                  | Иветт Бейкер-Хейг                                                                     | Швеция (муж.) · Финляндия (жен.)         |
| 1992 | Ёуни Кахелин                                                                   | Марцела Кубаткова                                                                     | Финляндия (муж.) · Чехословакия (жен.)   |
| 1994 | Оливье Купат (короткая) Tomas Prokes (классика)                                | Люси Бём (короткая) Sabrina Meister-Fesseler (классика)                               | Швейцария (муж.) · Швейцария (жен.)      |
| 1996 | Оливье Купат (короткая) Эмиль Вингстедт (классика)                             | Яна Цисларова (короткая) Яна Цисларова (классика)                                     | Украина (муж.) · Чехия (жен.)            |
| 1998 | Туре Сандвик (короткая) Бернт Бьёрнсгорд (классика)                            | Карин Шмальфельд (короткая) и Aasne-Fenne Hoksrud (короткая) Марет Вахер (классика)   | Швеция (муж.) · Финляндия (жен.)         |
| 2000 | Тьерри Жоржиу (короткая) Тьерри Жоржиу (классика)                              | Богдана Трехова (короткая) Симона Лудер (классика)                                    | Франция (муж.) · Швейцария (жен.)        |
| 2002 | Тьерри Жоржиу (короткая) Эмиль Вингстедт (классика)                            | Ану Копра (короткая) Martina Rakayova (классика)                                      | Франция (муж.) · Великобритания (жен.)   |
| 2004 | Эйстейн Кволь Эстербё (спринт) Мариан Давидик (средняя) Михал Смола (длинная)  | Марта Штербова (спринт) Камила Берглунд (средняя) Дана Брожкова(длинная)              | Чехия (муж.) · Чехия (жен.)              |
| 2006 | Эйстейн Кволь Эстербё (спринт) Симонас Крепшта (средняя) Михал Смола (длинная) | Дана Брожкова (спринт) Лине Хагман (средняя) Дана Брожкова (длинная)                  | Швейцария (муж.) · Великобритания (жен.) |
| 2008 | Томаш Длабая (спринт) Sander Vaher (средняя) Михал Смола (длинная)             | Селина Стальдер (спринт) Будил Холмстрём (средняя) Будил Холмстрём (длинная)          | Швеция (муж.) · Финляндия (жен.)         |
| 2010 | Jerker Lysell (спринт) Матиас Мерц (средняя) Матиас Мерц (длинная)             | Amelie Chataing (спринт) Радка Брожкова (средняя) Сара Люшер (Sara Lüscher) (длинная) | Швеция (муж.) · Швейцария (жен.)         |